# Gerd Diesselhorst
Gerd Diesselhorst (* 28. Oktober 1911; † 11. Juli 2008 in Tutzing) war ein deutscher Ornithologe. Er war langjähriger Kurator in der ornithologischen Abteilung der Zoologischen Staatssammlung München.

## Leben
Diesselhorst war der Sohn des Physikprofessors Hermann Dießelhorst (1870–1961). Er wuchs mit seinen beiden Brüdern, die im Zweiten Weltkrieg fielen, und seiner Schwester Luise in Braunschweig auf und entwickelte schon als Schüler eine große Faszination für die Natur. Sein besonderes Interesse galt der Avifauna im Naturschutzgebiet Riddagshäuser Teiche bei Braunschweig-Gliesmarode und in der Lüneburger Heide. Nach dem Abschluss seines Abiturs im Jahr 1930 absolvierte er ein Zoologiestudium, zunächst in Greifswald und schließlich an der Ludwig-Maximilians-Universität München, wo er 1938 mit seiner Dissertation „Hörversuche an Fischen ohne Weberschen Apparat“ vom späteren Nobelpreisträger Karl von Frisch promoviert wurde. 1939 wurde Diesselhorst Mitglied der Deutschen Ornithologen-Gesellschaft, wo er von 1949 bis 1951 das Amt des Schriftführers bekleidete. Zu Beginn des Zweiten Weltkriegs nahm Diesselhorst als Wehrmachtssoldat am Frankreich- und Russlandfeldzug teil. Nach einer schweren Verwundung im Jahr 1942 verbrachte er lange Zeit in einem belgischen Lazarett. Nach dem Krieg setzte Diesselhorst seine ornithologische Arbeit fort. Ein erster Forschungsauftrag der Deutschen Forschungsgemeinschaft führte ihn in die Amperauen, wo es um Feldbeobachtungen von farbberingten Goldammern und Rohrsängern ging. Bei seiner Studie stellte Diesselhorst fest, dass die Badegäste am Amperufer ein großes Problem darstellten, weil sie die Nester der Goldammern und Dorngrasmücken zerstörten. 1951 übernahm er von Alfred Louis Laubmann (1886–1965) die Leitung der ornithologischen Abteilung der Zoologischen Staatssammlung München, ein Amt, das er bis zu seiner Pensionierung im Jahr 1973 innehatte. Von 1955 bis 1965 war er Herausgeber der Zeitschrift Die Vogelwarte. 1961 begleitete er den Herpetologen Walter Hellmich auf die Münchener Himalaya-Expedition, wo er unter schwierigen Bedingungen die Vogelwelt Zentral- und Ost-Nepals studierte. Hierüber veröffentlichte er 1968 das Werk „Beiträge zur Ökologie der Vögel Zentral- und Ost-Nepals“ aus der Buchreihe „Khumbu Himal“. Insgesamt sind 41 ornithologische Veröffentlichungen von Diesselhorst bekannt, darunter Bearbeitungen im „Handbuch der Biologie, Bd. VI/2“, im zweibändigen „Knaurs Tierleben von A–Z“ sowie in Eugen Schuhmachers Büchern zu den Filmen Die letzten Paradiese und Europas Paradiese, wo er neben Theodor Haltenorth, Irenäus Eibl-Eibesfeldt, Walter Hellmich und Thomas Schultze-Westrum an den zoologisch-lexigraphischen Abschnitten beteiligt war.